# 全日本野球会議
全日本野球会議（ぜんにほんやきゅうかいぎ、Japan Baseball）は、日本国内に存在する主要な野球組織で構成されていた組織である。1994年に発足。2016年5月に解散。

## 概要
日本の野球界はプロ・社会人・学生・軟式野球の4組織がそれぞれ独立して組織・運営され、発展してきたという歴史的な経緯があり、別の組織に干渉されることを過度に嫌っている。そのため、従来は野球界を統一して代表する団体を作ろうという動きにはなりにくかった。
しかし、若年齢層の野球離れが深刻化する中で、野球界が発展して行くには全体を代表する組織が必要であるという認識が徐々に高まりつつあった。そして、野球がオリンピックの正式競技となることが決定するとそれぞれの組織間で垣根を減らしていく動きが顕著となってきた。
最初に動いたのはアマチュア側で、1990年に日本野球連盟と日本学生野球協会が全日本アマチュア野球連盟を設立して日本オリンピック委員会へ加盟、バルセロナオリンピックへの代表選手派遣を行った。
その後、プロもオリンピックの野球競技へ参加することが認められるとプロとアマチュアの統一代表チームを作る必要が生じた。しかし、それぞれの競技団体が干渉されることを嫌い、統一組織の結成はなかなか進まなかった。そこで全野球団体によって構成される会議体という方式で全組織をまとめるという案が提示され、各競技団体が了承、日本では初めてとなる野球界の統一横断組織、全日本野球会議が設立された。
全日本野球会議は日本代表チーム（野球日本代表）の編成だけではなく、プロとアマチュアの間の情報交換や普及のための統一施策の検討と実施、技術向上のための方策検討なども行われており、野球界全体の調整組織として機能しつつある。
全日本野球会議の目指すところは、女子野球や日本で誕生した軟式野球などまで含めたいわゆる『野球』の文字を冠した広義の意味での野球競技全体の組織の統括であるが、実状としては必ずしもそうはなっていない。特にアマチュア野球の団体にその範疇外のものが多く、硬式野球の組織の場合は独立リーグを除きほぼ全体が管轄内にあるが、軟式野球の中には必ずしもその影響下にない組織もある。
2016年よりプロアマ合同で日本野球協議会が設立され、以降は同協議会が引き継いでいる。

## 組織
- 幹事会
  - 技術指導委員会
  - 普及振興委員会
  - 審判技術委員会
  - 国際交流委員会
  - 日本代表編成委員会

## 構成団体
団体の設立経緯により、直接に地区連盟を抱えているものと、統括のみを行なうもの（下記一覧で*付き）がある。（各団体の詳細は各項を参照。）
- 全日本野球協会*　→【アマチュア野球】
  - 日本野球連盟　→【社会人野球】）
    - 全日本リトル野球協会　→【少年野球】
    - 日本少年野球連盟　→【少年野球】
    - 日本女子野球協会　→【女子野球】
      - 全日本大学女子野球連盟
      - 全国高等学校女子硬式野球連盟

  - 日本学生野球協会*　→【学生野球】
    - 全日本大学野球連盟　→【大学野球】
    - 日本高等学校野球連盟　→【高校野球】
- 全日本軟式野球連盟　→【軟式野球／アマチュア野球】
  - 全日本大学軟式野球協会*
    - 全日本大学準硬式野球連盟　→【準硬式野球】
    - 全日本大学軟式野球連盟

  - 全国専門学校野球連盟
  - 全日本還暦軟式野球連盟
- 日本Kボール少年野球連盟　→【少年野球／アマチュア野球】
- 日本ポニーベースボール協会　→【少年野球／アマチュア野球】
- 全国少年硬式野球連盟　→【少年野球／アマチュア野球】
- 全日本少年硬式野球連盟　→【少年野球／アマチュア野球】
- 日本野球機構*　（統括団体であるが、日本シリーズも主催）→【プロ野球】
  - パシフィック野球連盟
  - セントラル野球連盟
- 全国野球振興会（日本プロ野球OBクラブ）

※日本身体障害者野球連盟は参加していない。

## 統括団体創設へ
2010年4月13日、日本オリンピック委員会（JOC）市原則之専務理事と野球日本代表監督経験者である松永怜一名誉委員は、日本野球機構の加藤良三コミッショナーと会談を行い、プロアマ全体をまとめる統括団体の創設を提案した。加藤コミッショナーは、全日本野球会議の活性化で将来の創設につなげる考えを示した。